# Xysticus mulleri
Xysticus mulleri là một loài nhện trong họ Thomisidae.
Loài này thuộc chi Xysticus. Xysticus mulleri được George Newbold Lawrence miêu tả năm 1952.